# Echinopsis breviflora
Echinopsis breviflora är en kaktusväxtart som först beskrevs av Curt Backeberg, och fick sitt nu gällande namn av M. Lowry. Echinopsis breviflora ingår i släktet Echinopsis och familjen kaktusväxter. Inga underarter finns listade i Catalogue of Life.